# Clarimundo
Clarimundo es un libro de caballerías portugués, publicado por primera vez en Coímbra en 1522 con el título de Crónica do emperador Clarimundo. Su autor fue João de Barros.
La obra, que finge ser traducida del húngaro, cuenta la vida y hechos del caballero Clarimundo, que llega a ser emperador de Constantinopla y del cual, según el libro, descienden los Reyes de Portugal. Termina prometiendo una segunda parte, que no llegó a imprimirse.
Clarimundo fue reimpreso en Lisboa en 1522 y 1601 y en Coímbra en 1555. A pesar de que los libros de caballerías pasaron de modo y de que era una obra bastante voluminosa, mantuvo su popularidad durante un período considerable, ya que incluso alcanzó dos ediciones más en el siglo XVIII, una en 1742 y otra en Lisboa en 1791, y otra en el siglo XIX, en 1843.